# Kompas (zviježđe)
Kompas (lat. Pyxis) jedno je od 88 modernih zviježđa. Manja konstelacija južne polutke koju je uveo francuski astronom Nicolas Louis de Lacaille. Zviježđe je nastalo podijelom zviježđa Brod Argo na tri manje konstelacije. 
Ravnina Mliječnog puta prolazi kroz ovo zviježđe. S prividnom magnitudom 3,68, Alpha Pyxidis je najsjajnija zvijezda zviježđa. To je plavobijela zvijezda udaljena otprilike 880 svjetlosnih godina (270 parseka) i oko 22.000 puta svjetlija od Sunca.

## Važniji objekti
- Dvostruke zvijezde : Beta Pyx, T Pyx[1]
- Višestruke zvijezde:  Delta Pyx, Kapa Pyx, Zeta Pyx[1]
- Crveni div: Teta Pyx[1]
- Narančasti div: Gama Pyx[1]
- Otvoreni skup: NGC 2627[1]
- Prečkasta spiralna galaktika: NGC 2613[1]
- Planetarna maglica: NGC 2818[1]